# Ліффі
Ліффі (ірл. An Life, англ. the Liffey) — річка в Ірландії, що протікає через центр Дубліна. Основні притоки — Доддер, Поддл і Камак. Річка впадає в затоку Дубліна Ірландського моря.

## Географія
Річка Ліффі бере початок між горами Кіппур і Тондаф у графстві Віклуо та протікає приблизно 125 кілометрів до впадання у Ірландське море через графства Віклоу, Кілдер і Дублін.
На річці побудовано три гідроелектростанції, а також декілька приватних гідроустановок.

## Використання
З часів вікінгів і по сьогодні річка використовується як транспортна артерія. Відомі вантажні судна «Lady Patricia» та «Miranda Guinness» до початку 1990-х років використовувалися на річці для вивозу пива «Гіннесс» із заводу St. James’s Gate Brewery. Останнім часом регулярний рух річкою здійснюють тільки туристичні річні трамваї, що проходять через центр Дубліна.
Мости через річку у Дубліні: міст Джеймса Джойса, міст О'Коннелла, міст Семюеля Беккета, міст Франка Шервіна, міст Шона Хьюстона, міст Полпенні.
| Ірландія | Це незавершена стаття з географії Ірландії. Ви можете допомогти проєкту, виправивши або дописавши її. |